# Памятник херсонскому арбузу
Памятный знак «Дары Херсонщины» (более известен как памятник херсонскому арбузу) — арт-объект, посвящённый аграрной продукции Херсонщины, в частности, херсонскому арбузу. Располагается около села Осокоровка Херсонской области Украины на трассе T0403 Днепр—Херсон и обозначает поворот на Высокополье. Установлен в 1988 году. Первый и самый большой памятный знак арбузу на территории Украины.

## История
Объект был установлен в 1988 году по заказу колхоза «Украина» и по решению, принятому председателем сельского совета села Осокоровка Виктора Волченко. В создании памятника принимали участие жители села Осокоровка, руководитель установки памятника Александр Топчий, художник Сергей Полинок, а также сварщики Пётр Бондаренко и Василий Пасько, который работал сварщиком на доменной печи № 9 завода «Криворожсталь», где памятник был изготовлен.
По другой версии, объект был установлен в 2003 году.
Во время войны в Украине арт-объект попал в зону боёв и получил повреждения пьедестала. 2 октября 2022 года новостная передача ТСН выложила видео ВСУ о контроле над опорным пунктом в непоследственной близости от объекта.

## Композиция
Конструкция изготовлена из металла и бетона. Общая высота составляет около 4-х метров. Высота арт-объекта, выполненного в форме разрезанного алого арбуза, имеет высоту более 2 метров.